# Selektive Assoziation
Dieser Artikel wurde auf der Qualitätssicherungsseite des Wikiprojekts Psychologie eingetragen. Dies geschieht, um die Qualität der Artikel aus dem Themengebiet Psychologie zu verbessern. Dabei werden Artikel verbessert oder auch zur Löschung vorgeschlagen, wenn sie nicht den Kriterien der Wikipedia entsprechen. Hilf mit bei der Verbesserung und beteilige dich an der Diskussion im Projekt Psychologie.
Als Selektive Assoziation bezeichnet man in der Lernpsychologie die angeborene Präferenz, bestimmte Reize mit bestimmten anderen Reizen oder Reaktionen zu assoziieren. Wenn also in einer Situation mehrere Reize um eine Assoziation konkurrieren, so werden artenspezifisch bestimmte Reize besser assoziiert als andere.

## Klassische Konditionierung
Durch die Klassische Konditionierung werden Reize miteinander verknüpft. Es gibt eine Reihe von Experimenten, die artenspezifische selektive Assoziationspräferenzen belegen.
So lernen Ratten eine Assoziation zwischen visuellen Reizen und einem Elektroschock besser, als eine Assoziation zwischen Geschmacks- bzw. Geruchsreizen und Schocks. Demgegenüber lernen sie eine Assoziation zwischen Geschmacksreizen und Übelkeit besser, als eine Assoziation von audiovisuellen Reizen und Übelkeit.
Tauben hingegen können visuelle Reize besser mit Futter und auditive Reize besser mit Schocks assoziieren.
Es wird angenommen, dass diese selektiven Assoziationen auf artspezifischen, evolutionär entstandenen Mechanismen beruhen. So ist es für eine freilebende Ratte sehr viel wahrscheinlicher, nach dem Fressen als nach einem Ton- oder Lichtreiz zu erkranken. Ebenso ist es für Tauben wahrscheinlicher, dass ihr Futter als visueller Reiz erscheint und nicht mit Geräuschen assoziiert ist.

## Operante Konditionierung
In der operanten Konditionierung werden bestimmte Reaktionen des Organismus mit bestimmten Konsequenzen in der Umwelt verknüpft. Man beobachtet bei vielen Lernversuchen, dass bestimmte Tierarten bestimmte Reaktionen, die verstärkt werden, nicht lernen können.
Versuche, Waschbären zu konditionieren, Plastikmünzen mit ihrem Maul in einen Kübel zu legen, schlugen fehl. Zwar zeigten die Versuchstiere einige erfolgreiche Durchgänge, jedoch „verfielen“ sie im Verlaufe des Experimentes in andere Verhaltensweisen: Sie stupsten die Münzen mit ihren Mäulern umher, rieben diese auf dem Boden usw. Interessanterweise waren diese „falschen“ Verhaltensweisen bei allen Waschbären sehr ähnlich.
Diese Beobachtung führte zum Konzept des instinctive drift. Dieser instinktive drift spiegelt artspezifische Verhaltensweisen, die mit bestimmten Reizen verbunden sind, wider. Organismen haben die angeborene Tendenz, sich ähnlich diesen instinktiven Verhaltensweisen zu verhalten. Weicht die zu lernende Reaktion in einem Verstärkungsexperiment zu stark von diesem instinktiven Verhalten ab, wird die Assoziation mit der Verstärkung nur schlecht bzw. langsam gelernt.
Diese Theorie geht mit dem Verhaltenssystemansatz konform. Bestimmte Reize aktivieren im Organismus bestimmte Verhaltensysteme (z. B. Futter als Verstärker das Nahrungssystem). Dieses Verhaltensystem besteht aus einer Abfolge charakteristischer Verhaltenssequenzen, die angeboren sind. Steht die zu lernende Reaktion in zu starkem Gegensatz zu diesem angeborenen Verhalten, wird sie nur zum Teil erlernt.
Eine Untersuchung stützt diese Theorie. Man beobachtete, dass bei hungrigen Hamstern im Feld das Nahrungssuchverhalten sehr stark zunahm und gleichzeitig die Körperreinigungsaktivität abnahm. Es wird angenommen, dass Nahrungsentzug das Futter- bzw. Nahrungssystem aktiviert. Ein Bestandteil dieses scheint also Nahrungssuche, jedoch nicht Körperpflege zu sein. Daraus leitete man die Hypothese ab, dass man bei hungrigen Hamstern zwar Nahrungssuchaktivitäten, jedoch nicht Körperpflege mit Futter verstärken kann. Diese Hypothese wurde in Experimenten bestätigt.
Ein weiteres Beispiel findet man bei Fischen. In einer Untersuchung sollten männliche Stichlinge lernen, in einen Ring zu beißen. Diese Reaktion wurde entweder mit dem Zugang zu einem attraktiven Weibchen oder mit Zugang zu einem männlichen Konkurrenten verstärkt. Die Fische lernten bei Verstärkung mit dem männlichen Konkurrenten die Beißreaktion sehr gut. Wurden sie jedoch mit dem sexuell appetitiven Reiz verstärkt, lernten sie die Reaktion nicht (dagegen andere Verhalten, wie durch einen Ring zu schwimmen, sehr gut). Es wird angenommen, dass der Konkurrent das Verteidigungssystem aktivierte, zu dem aggressive Verhaltensweisen gehören.
Das Weibchen hingegen aktivierte das Paarungsverhalten. In diesem sind in der Natur bei dieser Fischart keine aggressiven Verhaltensmuster, wie Beißen, enthalten. Folglich schlug das Lernen fehl.

## Diskriminationslernen
Beim Diskriminationslernen (Unterscheidungslernen) signalisieren bestimmte Reize bestimmter Kontingenzen (Möglichkeiten) Reaktionen und Konsequenzen. Beispielsweise kann man Tauben trainieren, bei einem grünen Licht Reaktion A zu zeigen und dafür eine Verstärkung zu erhalten und bei einem blauen Licht Reaktion B zu zeigen und verstärkt zu werden.
Um zu untersuchen, ob eine Reaktion besser unter der Reizkontrolle bestimmter Stimuli gezeigt wird, bietet man oft „Verbindungsreize“ (Compound Stimuli) als diskriminative Reize dar. Ein Verbindungsreiz (Compound Stimulus) besteht aus mindestens zwei gleichzeitig dargebotenen Komponenten (z. B. ein Licht und ein Ton). Um zu untersuchen, welcher Reiz stärkere Kontrolle über das Verhalten hat, bietet man in nachfolgenden Testdurchgängen jeweils nur eine Komponente der Verbindungsreize dar.
In einem Experiment mit Tauben verwendete man eine Ton-Licht-Verbindung als diskriminativen Reiz. Eine Gruppe von Tauben nahm an einem Vermeidungslernexperiment teil, wobei sie bei Darbietung der Ton-Licht-Verbindung einen Hebel drücken mussten, um Schocks zu vermeiden. Die zweite Gruppe nahm an einem positiven Verstärkungsexperiment teil: Während der Ton-Licht-Verbindung mussten sie einen Hebel drücken, um Futterpellets zu erhalten. In beiden Gruppen bot man nach dem Training die Komponenten Licht bzw. Ton alleine dar.
Tauben im Vermeidungslernen kamen stärker unter Stimuluskontrolle des Tones (während des Tones war die Reaktionsrate größer als während des Lichtes). Bei positiver Verstärkung kam das Verhalten stärker unter Reizkontrolle des Lichtes. Diese Befunde können erneut entsprechend den Gegebenheiten in der natürlichen Umgebung der Tauben erklärt werden.